# 25539 Roberthelm
25539 Roberthelm este un asteroid din centura principală de asteroizi.

## Descriere
25539 Roberthelm este un asteroid din centura principală de asteroizi. A fost descoperit pe 8 decembrie 1999 la Socorro, New Mexico, în cadrul proiectului LINEAR. Asteroidul prezintă o orbită caracterizată de o semiaxă mare de 2,70 ua, o excentricitate de 0,03 și o înclinație de 6,2° în raport cu ecliptica.